# Aurore Verhoeven
Aurore Verhoeven (Neuilly-sur-Seine, Alts del Sena, 15 de gener de 1990) és una ciclista francesa, professional del 2009 al 2016.

## Palmarès
- 2008
  - 1a a La Mérignacaise
- 2014
  - 1a a La Mérignacaise
- 2016
  - Vencedora d'una etapa a la Volta a València